# Neognophomyia hostica
Neognophomyia hostica är en tvåvingeart som beskrevs av Alexander 1943. Neognophomyia hostica ingår i släktet Neognophomyia och familjen småharkrankar.
Artens utbredningsområde är Peru. Inga underarter finns listade i Catalogue of Life.